# Telenassa ezba
Telenassa ezba är en fjärilsart som beskrevs av William Chapman Hewitson 1868. Telenassa ezba ingår i släktet Telenassa och familjen praktfjärilar. Inga underarter finns listade i Catalogue of Life.